# Baldr ok Íss
Baldr ok Íss ist das zweite Album der deutschen Pagan-Metal-Band Helrunar.

## Titelliste
1. Dickichtgott – 02:23
2. Loka Lögsaga – 05:36
3. Schwarzer Frost – 06:01
4. Baldr – 07:30
5. Íss – 03:28
6. Winter – 02:16
7. Glámr – 06:52
8. Hunta and Boga – 05:05
9. Til Jardar – 06:41
10. Baldrs drauma – 04:44

## Musikstil und Texte
Das Album macht laut Arlette Huguenin von vampster „von Beginn weg klar, dass es in der musikalischen Welt der Münsteraner keine einschneidenden Änderungen gegeben hat“, wobei „die Deutschen spielerisch noch weiter gereift sind“. Allerdings ist die Musik „recht simpel gestrickt“. Musikalisch wurde Schwarzer Frost mit Mayhems The Freezing Moon und Taakes Hordalands Doedskvad I verglichen. Außerdem knüpfe die Band „nahtlos an die Glanzleistungen früher Enslaved bis zu deren Frost-Phase und früher Satyricon“ an, andererseits türme sie „feierliche Midtempo-Epen in Wolkenkratzerhöhe auf“. Die Texte wurden als „wortgewaltig und tiefgründig wie immer“ bezeichnet, Huguenin fühlte sich bei Schwarzer Frost an Georg Trakl erinnert.

## Rezeption
Wolf-Rüdiger Mühlmann vom Rock Hard bezeichnete das Album als „absolutes Meisterwerk“ und als „absolute Weltklasse“, das Album werde durch die „Schönheit der Poesie“ ergänzt. „Diese Glanzleistung, eingebettet in schwerem, stählernem, ja brillantem Sound, macht Baldr ok Iss zu einem Referenzwerk.“ Laut Huguenin übertrifft Baldr ok Íss nicht die Intensität des Vorgängers, und es sei keine „distinktive Steigerung zu ‚Frostnacht‘ […] zu erkennen“; „es ist allerdings fraglich, ob dies überhaupt möglich wäre, sich von dieser Position aus überhaupt noch zu steigern“; es sei jedoch auch kein Rückschritt, und „die Kaufempfehlung für Anhänger dieser Stilrichtung ist […] auch anno 2007 unumgänglich“. Marius Mutz von Metal1.info lobte Schwadorf, der alle Stücke „klanglich optimal in Szene gesetzt“ habe Produktion, ihm fehle jedoch gegenüber dem „zurecht vielgelobten“ Debüt „teils dieses magische“, wodurch Lieder wie Älter als das Kreuz oder Frostnacht zu einem Erlebnis geworden seien, das im Black-Metal-Umfeld „sondergleichen ist“. Dennoch sei das Album „eine starke Einheit“ und „ein Kauf speziell des Digipaks sicherlich lohnenswert, diesbezüglich ließen sich Prophecy / Lupus Lounge ja noch nie lumpen, und ich denke auch nicht, dass irgendein Fan tatsächlich ‚enttäuscht‘ im wörtlichen Sinne sein wird, die Vorgänger werden hiermit jedoch dennoch nicht ganz erreicht“.